# 가타세시라타역
가타세시라타역(일본어: 片瀬白田駅、かたせしらたえき)은 일본 시즈오카현 가모군 히가시이즈정 시라타 에 있는 이즈 급행 이즈 급행선의 역이다. 상대식 승강장 2면 2선을 가진 성토역이다. 역번호는 IZ10.

## 역 구조
| 1 | ■ 이즈 급행선 | 하행 | 이즈큐시모다 방면  |
| 2 | ■ 이즈 급행선 | 상행 | 이토 · 아타미 방면 |

## 갤러리

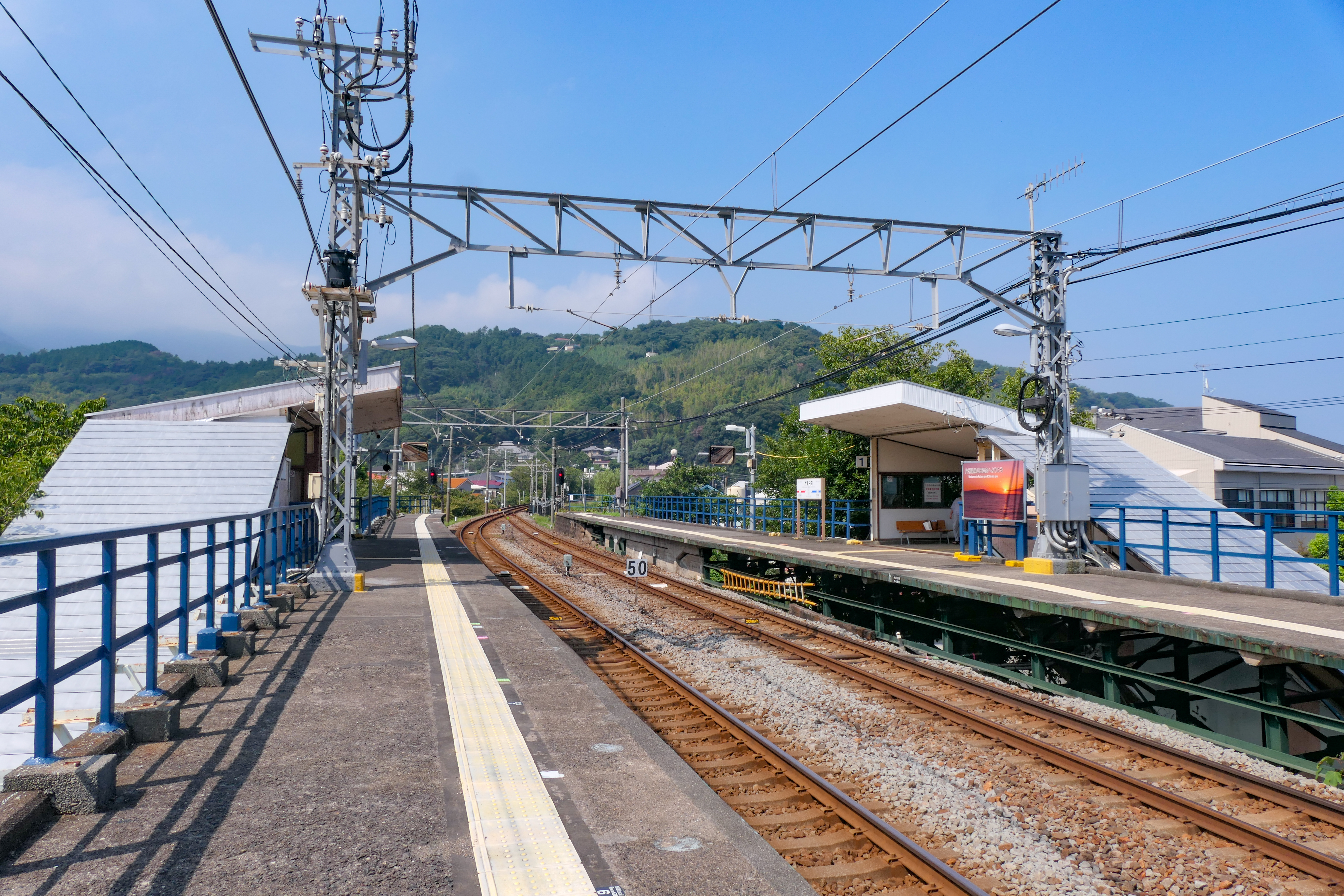
승강장
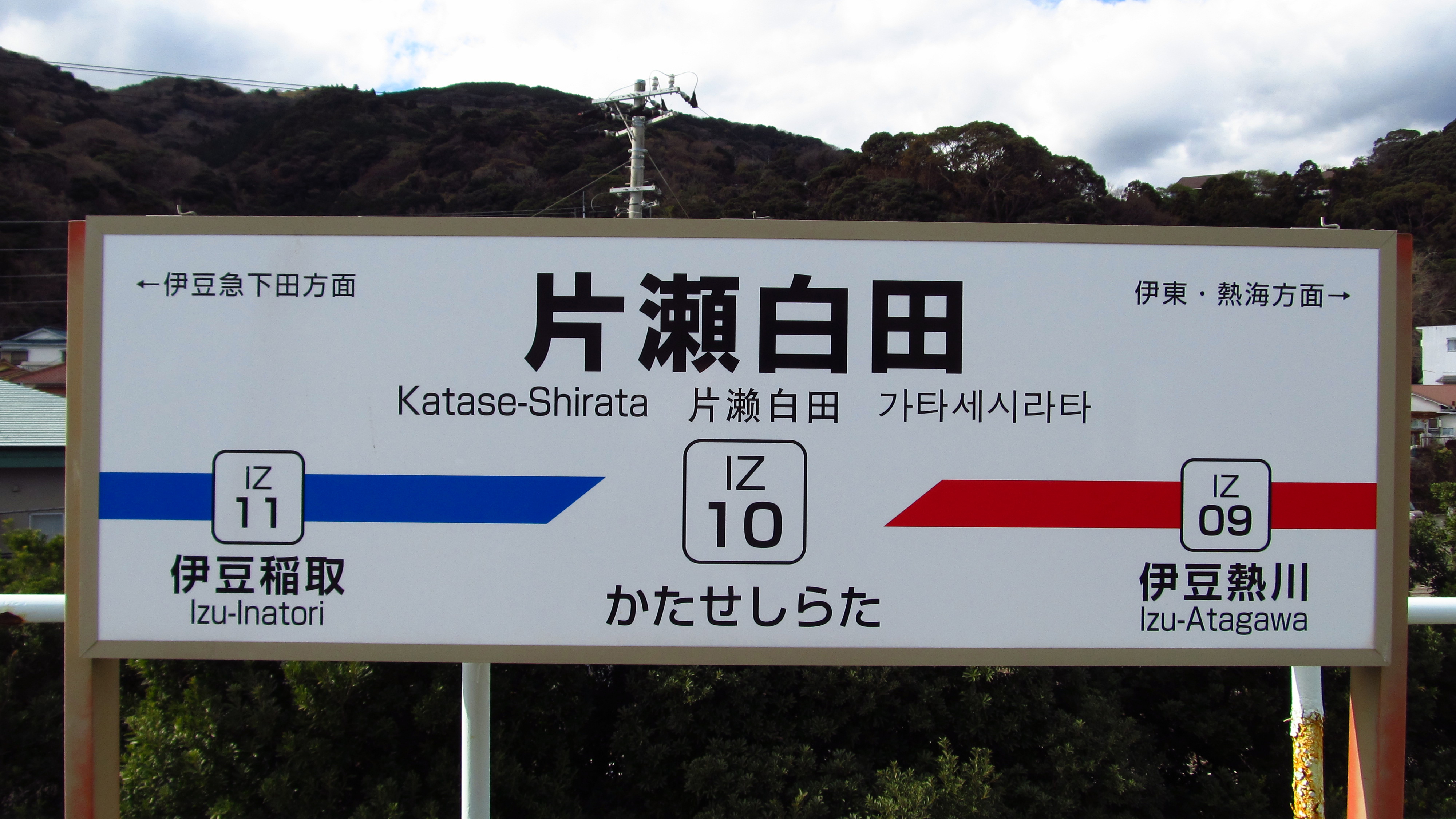
역명판

## 인접역
| 이즈 급행 이즈 급행선  | 이즈 급행 이즈 급행선 | 이즈 급행 이즈 급행선          |
| ---------------------- | --------------------- | ------------------------------ |
| 이즈아타가와 이토 방면 | ■ 이즈 급행선         | 이즈이나토리 이즈큐시모다 방면 |